# Hemibagrus hongus
Hemibagrus hongus är en fiskart som beskrevs av Mai, 1978. Hemibagrus hongus ingår i släktet Hemibagrus och familjen Bagridae. IUCN kategoriserar arten globalt som otillräckligt studerad. Inga underarter finns listade i Catalogue of Life.